# Bevil Rudd
Bevil Rudd (Sudáfrica, 5 de octubre de 1894-2 de febrero de 1948) fue un atleta sudafricano, especialista en la prueba de 4x400 m en la que llegó a ser subcampeón olímpico en 1920.

## Carrera deportiva
En los JJ. OO. de Amberes 1920 ganó la medalla de plata en los relevos 4x400 metros, con un tiempo de 3:23.0 segundos, llegando a meta tras Reino Unido y por delante de Francia (bronce), siendo sus compañeros de equipo Clarence Oldfield, Jack Oosterlaak y Henry Dafel.